# Nectocaris pteryx
Nectocaris pteryx és una espècie d'animal de cos tou i d'afinitat desconeguda que va viure al Cambrià mitjà. Les seves restes fòssils s'han trobat al jaciment dels esquists de Burgess a la Colúmbia Britànica, Canadà. Walcott, el descobridor del jaciment, fotografiarà l'espècimen que havia recollit a la dècada de 1910, però mai no tingué temps per a investigar-lo més a fons. No fou fins a l'any 1976 que fou descrit formalment, per Simon Conway Morris. El cap presenta dos ulls pedunculars, un o dos parells d'apèndixs i una closca al darrere.